# Provinciehuis (Namen)

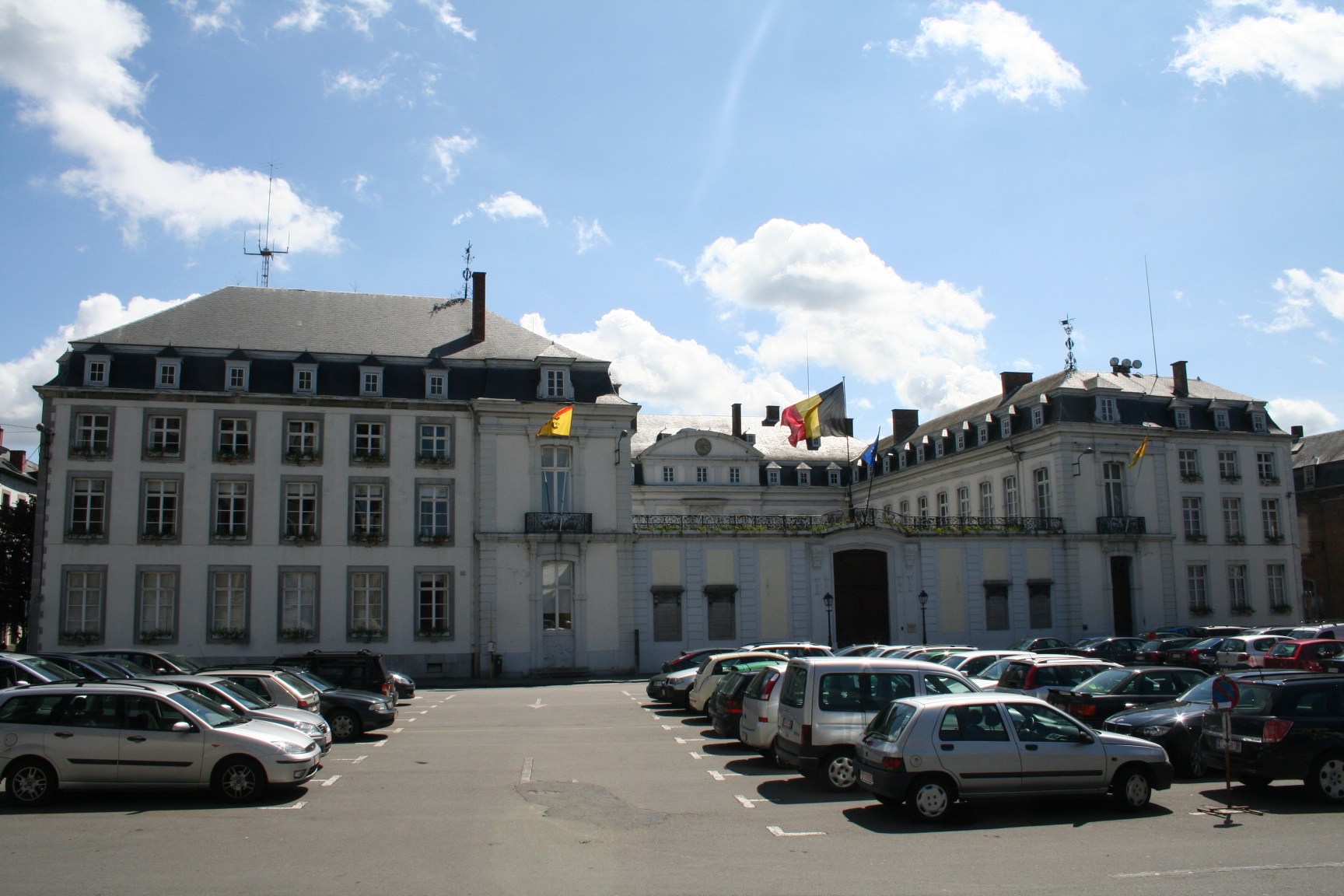
Het provinciehuis van Namen aan de Place Saint-Aubain

Het provinciehuis van Namen ligt aan de Place Saint-Aubain in de Belgische provinciehoofdstad Namen. Het gebouw werd midden 18de eeuw in renaissancestijl als bisschoppelijk paleis van het bisdom Namen opgetrokken en doet sinds 1814 als provinciehuis van Namen dienst.

## Geschiedenis
De bouw van het bisschoppelijk paleis van Namen vatte in 1728 onder bisschop Thomas-Jean-François de Strickland de Sigerghe aan. Voor de bouw van het grote herenhuis werden verschillende leningen aangegaan, waardoor de financiële toestand van het bisdom jarenlang onzeker was. Het paleis werd in 1732 voltooid naar een ontwerp van Jean-Thomas Maljean. Ondanks de financiële moeilijkheden veroorzaakt door de terugbetaling van de leningen door zijn voorganger begon bisschop Paul Godefroid de Berlo de Franc-Douaire in 1750 met de bouw van de Sint-Aubankathedraal tegenover het paleis. Diens opvolger, Ferdinand Marie de Lobkowicz, voltooide het paleis door het binnenplein van de straat af te sluiten door middel van een avant-corps met balkon en balustrade. In 1772-1779 decoreerden de sierstucwerkers Paolo Antonio Moretti en Carlo Domenico Moretti, mogelijk broers of neven van de bekendere Joseph Moretti, de entreehal, het trappenhuis en het gewelf van de paleiskapel (thans zaal van de provinciale raad).
Albert Lodewijk van Lichtervelde was de laatste Naamse bisschop die in het paleis verbleef. Tijdens de Franse tijd verloor het bisdom het paleis en werd het bestuur van het nieuwe Franse departement Sambre-et-Meuse er in ondergebracht.
In 1814 werd bisschop Charles-François-Joseph Pisani de la Gaude aangeboden het paleis te restaureren. Hij weigerde het aanbod en verkoos het refugiehuis van de abdij van Malonne, dat de nieuwe residentie van de bisschop van Namen was geworden. In 1815 werd Jean d'Omalius d'Halloy de eerste gouverneur van de provincie Namen van het Verenigd Koninkrijk der Nederlanden. In 1830 volgde Goswin de Stassart hem op als gouverneur van de Belgische provincie Namen.
In 1884 werden grote werken aan het paleis uitgevoerd. De aankoop van aanpalende huizen maakte de bouw van twee administratieve vleugels links en rechts van de toegangspoort op de Place Saint-Aubain mogelijk. Zes jaar later werden ook verschillende binnensalons in de stijl van Napoleon III gerenoveerd. Deze renovaties vonden plaats onder gouverneur Charles de Montpellier. In 1937 werd de linkervleugel door gouverneur François Bovesse gerenoveerd, geïnspireerd door een plan van Remacle Leloup uit 1740.
Het gebouw is sinds 15 januari 1936 als beschermd monument erkend.

## Verder lezen
- (fr)  Norbert Bastin (1980): Le palais provincial de Namur, Namen, provincie Namen.

Antwerpen · Henegouwen · Limburg · Luik · Luxemburg · Namen · Oost-Vlaanderen · Vlaams-Brabant · Waals-Brabant · West-Vlaanderen